# 川崎市立看護短期大学
川崎市立看護短期大学（かわさきしりつかんごたんきだいがく、英語: Kawasaki City College of Nursing）は、神奈川県川崎市幸区小倉4丁目30-1に本部を置いていた日本の公立短期大学である。

## 概観

### 大学全体
- 神奈川県川崎市幸区に所在した日本の公立短期大学で、設置主体は川崎市。1995年に開学し[注 1]、当初より看護系のみの単科短大で男女共学。他の市立学校と異なり教育委員会ではなく、健康福祉局の管轄であった。このため、市立学校の一覧には掲載されていなかった。川崎市指定の震災時避難所に指定され、併設されているグラウンドで野球などが行われることもあった。
- 2021年度の入学生を最後に[注釈 2]、2024年度に短期大学としての使命を終える。

### 建学の精神（校訓・理念・学是）
- 川崎市立看護短期大学の教育理念
  - 生命の尊厳と人間理解を基盤に、豊かな人間性を培い、思いやりの心と専門的知識に基づいた的確な判断力をもち、健康支援のための看護実践能力を有する人材を育成すること[注釈 3]。

### 教育および研究
- 川崎市立看護短期大学は看護師の養成に力をいれており、即戦力を養うという重要性から、1年次から講義と実習とを組み合わせて学習することになっていた。川崎市立井田病院・川崎病院・多摩病院で臨床実習が行なわれていた[注釈 3]。

### 学風および特色
- 川崎市立看護短期大学は、1995年に設置された全国でも至って新しい公立短大となっていた。他大学等の科目認定制度もあった。2007年度まで独自の入試問題を出題していたが、2008年度より大学入試センター試験を導入した。

## 沿革
- 1964年
  - 川崎市立高等看護学院（共学）が開校[注 2]
- 1989年
  - 7月 川崎市立看護短期大学の設置構想が始まる[10]。
- 1992年
  - 川崎市立看護専門学校と改称。
- 1993年
  - 川崎市立看護短期大学を設立に向けた整備を行う[11]。
- 1994年
  - 12月21日 左記を以て文部省より短期大学の設置が認可される[12]。
- 1995年
  - 4月1日 川崎市立看護短期大学が以下の学科体制にて開学[注 3]
  - 5月1日 学生数[14]/定員
    - 看護学科 80[注 4]/80
- 1996年
  - 5月1日 学生数[15]/定員
    - 看護学科 160[注 5]/160
- 1997年
  - 5月1日 学生数[16]/定員
    - 看護学科 238[注 6]/240
- 1998年
  - 5月1日 学生数[17]/定員
    - 看護学科 239[注 7]/240
- 1999年
  - 5月1日 学生数[18]/定員
    - 看護学科 242[注 8]/240
- 2014年
  - 1月 平成26年度大学入試センター試験参加短期大学の1校となる[19]。
- 2015年
  - 1月 平成27年度大学入試センター試験参加短期大学の1校となる[20]。
- 2016年
  - 1月 平成28年度大学入試センター試験参加短期大学の1校となる[21]。
- 2021年
  - 4月1日 この年度で短期大学としての学生募集を最終とする[注釈 2]。
- 2024年
  - 廃止となる。

## 基礎データ

### 所在地
- 神奈川県川崎市幸区小倉4丁目30番1号[注釈 1]

### 当時の交通アクセス
- JR川崎駅西口から臨港バス「川53 元住吉」行き・「川57 末吉橋矢向循環外回り」または「川51 綱島駅（末吉橋経由）」行きで、末吉橋バス停下車徒歩3分[注 9]。

### 象徴
- 右記資料にあり[注 10]

## 教育および研究

### 組織

#### 学科
- 看護学科 入学定員80名[注 11]

##### 取得資格
- 卒業時には看護師国家試験受験資格[注釈 3]。

### 研究
- 『川崎市立看護短期大学紀要』[27]

## 学生生活

### 部活動・クラブ活動・サークル活動
- 川崎市立看護短期大学のクラブ活動[注釈 3]
  - 体育系：バスケットボール・ワンダーフォーゲル・バレーボール・スマッシュ・ソフトボール・サッカー・ダンスほか
  - 文化系：写真・映画・音楽・広報ほか。

### 学園祭
- 川崎市立看護短期大学の学園祭は「青朋祭」と呼ばれ毎年、概ね10月中旬に行なわれていた[注釈 3]。

## 大学関係者と組織

### 大学関係者一覧

#### 学長
- 井澤方宏：初代学長
- 輦止勝麿：3代目学長
- 吉村惠美子：2007年度就任

## 施設

### キャンパス[注 12]
- 図書館
- 講堂
- 生活療法実習室ほか各種実習室あり
- 体育館
- グラウンド

## 卒業後の進路について

### 就職について
- 看護学科：看護職に就く人が多く、実績として川崎市立井田病院・川崎市立川崎病院・聖マリアンナ医科大学病院などがある[注釈 3]。

### 編入学・進学実績
- これまでの実績では北海道教育大学・帝京平成短期大学専攻科などがある[注釈 3]。